# 计量学

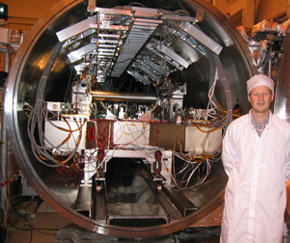
一位科學家站在一台微角分（百万分之一角分，或1/3600度的百万分之一）試驗臺旁

計量學（英語：metrology）又稱量測學或度量衡學，是一門與量度有關的的科學，包括所有理論和實際的量度方法。計量學涵蓋了測量理論與實踐的所有方面，不受其測量不確定度或應用領域的限制。
計量是對一物理量（如長度、尺寸或容量等）的估計或測定，通常以一標準或度量衡。計量以數字單位的標準來表示，如距離即以多少哩或多少公里來表示。計量是大部份自然科學、技術、經濟學及其他社會科學中定量研究的基礎。
計量的過程為估計一數量的多寡和相同類型（如長度、時間、重量等）一單位的多寡之間的比例。計量即為此過程的結果，表示為數字加上一個單位，其中實數為估計的比例。如9公尺，其便為物體長度和長度單位，即公尺之間的比例。不像計數和整數個數個物體一般地可精確知道，每一個量度都是個存在些許不確定性的估計。量度包括了測量尺度（包括量值）、計量單位及不確定性。透過計量可以比較不同的量測，並且減少誤會。有關計量的科學稱為度量衡學。
另一术语“测量”略不同于计量：测量是对非量化实物的量化过程，其目的是用数据描述事物；而计量是实现单位统一、保障量值准确可靠的活动，其目的是确保测量结果准确。计量属于测量的一种，它源于测量而又严于测量。狭义地讲，计量是与测量结果的置信度相关、与不确定度相联系的一种规范化测量。

## 语源
計量學在英語中稱。Metrology一詞源自希臘語中的“μέτρον”（英譯為“Measure”，即測量、量度之意）+ “λόγος”（英譯為“logos”，即理法、原理之意）。在古希臘語中，μετρολογία 一詞（英譯為“Metrologia”）意為“比例的理論”。
中國古代稱“計量”為“度量衡”，在近代以後接觸到西方計量概念時間，常以“度量衡”稱之。“計量”一詞可能源於日本。因此“計量學”舊時又被稱為“度量衡學”

## 參看
- 計量生物學